# Artaxerxes II
Artaxerxes II, Perzisch: اردشیر یکم, Oud-Perzisch: 𐎠𐎼𐎫𐎧𐏁𐏂) was sjah van het Perzische Rijk uit het huis der Achaemeniden van 404 tot aan zijn dood in 358 v.Chr..
Hij komt voor in het Bijbelboek Ezra als tijdgenoot van de Joodse hogepriester Jochanan.
Artaxerxes II was een zoon van Darius II en Parysatis. In 401 v.Chr. versloeg hij in de Slag bij Cunaxa zijn jongere broer Cyrus, die tegen hem in opstand was gekomen en in de strijd om het leven kwam, zoals verhaald wordt in de Anabasis van Xenophon.
Dit avontuur was voor Artaxerxes echter het bewijs van zijn militaire zwakheid. In het vervolg zou hij dan ook zijn buitenlandse politiek nog meer dan vroeger baseren op omkoperij, om het evenwicht van de krachten te behouden. Door de Koningsvrede kreeg hij in 386 de Griekse steden van Klein-Azië definitief in Perzische handen. Dat vonden die trouwens al met al niet zo erg, want omdat zij ver van het rijkscentrum verwijderd lagen, behielden zij een grote mate van autonomie.
De binnenlandse moeilijkheden vormden een ernstiger bedreiging voor de positie van Artaxerxes. Een hele reeks satrapen kwam tegen hem in opstand, maar hij wist sommigen onder hen tegen elkaar uit te spelen en zo de situatie meester te blijven. De opstanden, die geleid werden door aristocraten, vonden maar weinig bijval bij het gewone volk. Toch was het, veertig jaar vóór de inval van Alexander de Grote, een veeg teken voor de kracht van het Perzische Rijk.
Aan zijn hof zelf, onder zijn 360 haremvrouwen, woedde voortdurend een verbeten strijd om de troonopvolging. Artaxerxes' koningin werd vermoord door haar schoonmoeder Parysatis, die een hekel aan haar had, en zijn oudste zoon Artaxerxes kwam tegen hem in opstand, maar faalde en werd geëxecuteerd. Nadat ook zijn geliefde zoon (van een bijvrouw) vermoord werd, overleed Artaxerxes II op de leeftijd van 86 jaar.
Artaxerxes III, zijn enige overlevende zoon bij de koningin, beklom toen de troon en liet onmiddellijk alle prinsen van de koninklijke familie vermoorden, om verdere verwikkelingen te voorkomen.